# Les Tifous
Les Tifous est une série télévisée d'animation suisse en 25 épisodes de 5 minutes, créée en 1990 par André Franquin d’après ses personnages de bande dessinée du même nom. En France, la série a été diffusée sur la chaîne FR3 dans l’émission Samdynamite.

## Genèse
En 1990, sur une proposition du producteur Christian Mauron, André Franquin crée pour la télévision suisse Les Tifous, sur un scénario de Yvan Delporte, Xavier Fauche et Jean Léturgie. Deux albums BD furent publiés aux éditions Dessis.
En raison de l'insuccès de la série animée, seuls 25 des 80 épisodes produits, ont été diffusés.

## Synopsis
Les Tifous sont un peuple fictif qui ressemble un peu aux humains, mais ont de longs cheveux blancs sur tout le corps. Les parties glabres de leurs corps - nez, oreilles, pieds et paumes - peuvent avoir des couleurs très différentes. Ils ont également quatre orteils et trois doigts (dont un pouce).
Ils ont des maisons aux formes les plus folles, selon le goût du résident. Il n'y a pas de lois, mais les Tifous adhèrent à un certain nombre de coutumes. Dans leur pays, il y a aussi beaucoup d'animaux et de plantes étranges, comme des arbres amoureux et des arbres avec de bons conseils ; il existe également un arbre maître. Trois Tifous jouent le rôle principal : le sage, le poète et le fou. Ils affrontent souvent Bêtnoir, un monstre méchant qui vit dans le désert et qui a juré de détruire les Tifous...

## AlbumsBD
- Les Tifous 1, Franquin, Arboris, 1991,  (ISBN 90-343-2274-2)
- Les Tifous 2, Franquin, Arboris, 1991,  (ISBN 90-343-2284-X)

Ces 2 albums ont également été regroupés dans un album unique :
- Les Tifous, Franquin, Arboris, 1991,  (ISBN 90-343-2294-7)